# Il Corsaro Verde
Il Corsaro Verde è un romanzo d'avventura a sfondo storico scritto da Sandro Cassone, attribuito a Omar Salgàri (quarto e ultimo figlio di Emilio Salgari), originariamente pubblicato dalla Casa Editrice Impero nel 1942.
Rientra tra i numerosi romanzi apocrifi pubblicati dopo la morte di Emilio Salgari, e precisamente tra quelli della serie de I corsari delle Antille, aventi come protagonista il personaggio del Corsaro Nero (Emilio di Roccabruna, signore di Ventimiglia) e i suoi fratelli e discendenti.
Ne Il Corsaro Verde il protagonista è Consalvo di Roccabruna, terzo dei quattro figli del Conte di Ventimiglia (dopo Umberto ed Emilio, e prima di Rolando).

## Antefatto
L’antefatto del romanzo è narrato nel capitolo 18 de Il Corsaro Nero.
Fine del XVII secolo, nel corso della guerra delle Fiandre fra Francia e Spagna. Durante l'assedio di una fortezza sulla Schelda, gli spagnoli corrompono il duca fiammingo Wan Guld, perché tradisca i suoi commilitoni italo-francesi. Il Duca riesce nel suo piano diabolico e uccide il maggiore dei quattro fratelli della casa di Ventimiglia. Gli altri tre fratelli riescono a sfuggire al massacro degli spagnoli. Decisi a ottenere vendetta, i tre fratelli inseguono Wan Guld nei Caraibi, dove questi ha ottenuto dal re di Spagna un ruolo di governatore coloniale, e per combatterlo si uniscono alla Filibusteria, diventando il Corsaro Nero, Rosso e Verde.

## Trama
La prima parte del romanzo ripercorre e amplia il racconto de Il Corsaro Nero di cui nell'antefatto.
La storia prende il via nella seconda metà del XVII secolo, nella città di Torino, capitale del Ducato di Savoia, all’epoca del duca Carlo Emanuele II. Un anziano ufficiale dell’esercito sabaudo, il colonnello Emanuele di Roccabruna e di Valpenta, accompagnato dai quattro figli, viene premiato dal Duca per il lungo servizio prestato con il titolo di conte di Ventimiglia.
Nel corso dei festeggiamenti, si verifica un incidente perché il secondogenito Emilio ha l’audacia di danzare con una nobildonna di cui è pazzamente innamorato un nobile francese. Segue un duello in cui il francese ha la peggio, ed Emilio può esibire una tecnica schermistica perfetta.
Nemmeno un anno dopo, il conte Emanuele è sul letto di morte, quando riceve la visita di un messo del Duca che gli chiede di impegnare i figli ad entrare nell’esercito in qualità di ufficiali, in previsione di una spedizione militare in cui alcuni reggimenti del duca di Savoia si uniranno all’esercito francese per una imminente guerra della Francia contro la Spagna.
Pochi giorni dopo, morto ormai il padre, i quattro giovani lasciano il castello avito per raggiungere Torino e prendere servizio nell’esercito. Durante il viaggio intervengono per salvare da un assalto di banditi la marchesina Aida di San Secondo. Sbaragliati i banditi, i Roccabruna fanno scorta alla damigella, e in breve tempo Consalvo si innamora, ricambiato, della gentildonna.
Unitisi al reggimento di cavalleria “Nizza”, i fratelli si dirigono verso Versailles, dove il Re Sole, venuto a sapere che un nobile francese è stato sconfitto in duello da uno degli ufficiali italiani, fa organizzare una sfida tra quattro esperti spadaccini francesi ed i quattro Roccabruna. Gli italiani hanno la meglio.
A Versailles arriva anche il marchese di San Secondo, con il ruolo di ambasciatore del duca di Savoia presso la corte di Luigi XIV; il marchese è accompagnato dalla figlia Aida, che ha modo di approfondire la conoscenza con Consalvo, con cui presto arriva a fidanzarsi ufficialmente. Intanto il marchese informa i giovani Roccabruna che il comando del reggimento verrà assegnato ad uno straniero, il duca fiammingo Wan Guld, che ben conosce la zona delle operazioni militari.
Il reggimento “Nizza” arriva nella zona dei combattimenti, dove la schiacciante superiorità numerica degli spagnoli li costringe ad asserragliarsi in una fortezza, in attesa dei rinforzi. Ma anche con l’arrivo di un nuovo reggimento, e nonostante alcune imprese di rilievo, gli italiani si ritrovano rinchiusi nella fortezza.
Nel frattempo, i Roccabruna cominciano a sospettare di Wan Guld; sospetti fondati, perché durante un nuovo attacco spagnolo il fiammingo, accordatosi con gli spagnoli, dà loro accesso alla fortezza e colpisce a tradimento Umberto, uccidendolo. Nell’allontanarsi dalla fortezza, Wan Guld si imbatte nella marchesina Aida, a cui prova a far credere che la fortezza sia stata espugnata dagli spagnoli grazie al tradimento dei Roccabruna.
Tornati in Italia, i tre fratelli superstiti chiedono al duca di Savoia di essere esentati dal servizio per perseguire la loro vendetta, quindi fanno ritorno in Francia, alla ricerca di Wan Guld; in Francia, la sparizione di Wan Guld subito dopo che questi aveva denunciato il tradimento dei Roccabruna come causa della caduta della fortezza fa sì che il racconto degli italiani venga creduto. Si viene poi a sapere che Wan Guld è stato nominato dal re di Spagna governatore di una colonia sudamericana; questo scaccia ogni ombra di sospetto dai Roccabruna, i quali decidono di diventare Corsari, essendo quello l’unico modo di potersi vendicare del fiammingo.
A Bordeaux i tre fratelli acquistano due navi ed arruolano i relativi equipaggi per la guerra di corsa; tra i primi ad essere ingaggiati ci sono il biscaglino Carmaux e l’amburghese Wan Stiller. Terminati i lavori sule navi, gli italiani si rendono conto di dover fare i conti con la marina francese, per nulla disposta a farli partire. Ma prima della partenza furtiva Consalvo incontra nuovamente la marchesina Aida, con cui si congiunge in matrimonio.
Le scelte cromatiche nell’abbigliamento dei fratelli portano Emilio ad essere conosciuto come il Corsaro Nero, Rolando come il Rosso e Consalvo come il Verde.
Durante la traversata dell’Atlantico, le navi corsare intercettano un galeone spagnolo, con cui ingaggiano una battaglia vittoriosa. A bordo del galeone viene trovata una missiva del governo spagnolo, da cui i Roccabruna apprendono che Wan Guld è governatore della colonia di Vera Cruz.
Giunti alla Tortuga, con l’intenzione di chiedere ai capi della Filibusta l’aiuto per conquistare Vera Cruz, i tre italiani fanno la conoscenza di alcuni dei più illustri pirati dell’epoca, tra cui l’Olonese e Henry Morgan. Quest’ultimo viene preso da Emilio come suo luogotenente.
Ottenuto l’appoggio della Filibusteria, una flotta viene armata e inviata verso Vera Cruz. Giunti nei presi della colonia, Consalvo, accompagnato da Carmaux e Wan Stiller vengono mandati in missione esplorativa in città. Nell’avvicinarsi a Vera Cruz, gli esploratori incontrano un gigantesco nero africano, Moko, che si guadagna da vivere, miseramente, come incantatore di serpenti. Moko non ha simpatia per gli spagnoli, ed accetta di buon grado di aiutare Consalvo ed i suoi ad entrare di nascosto a Vera Cruz.
Proprio quella sera, il governatore Wan Guld offre un sontuoso ricevimento alla buona società locale, ed in particolare ad una giovane e bella contessa. Entrati con false identità, Consalvo riesce con vari pretesti a trovarsi a tu per tu con Wan Guld, a cui infine si rivela come il fratello di quell’Umberto di Roccabruna da lui assassinato. Nel duello successivo, Consalvo è sul punto di infilzare il traditore quando questi riesce a dileguarsi da una porta segreta.
La flotta dei filibustieri attacca la città di Vera Cruz mentre Consalvo ed i suoi si rifugiano nella foresta circostante. Purtroppo gli spagnoli riescono a respingere l’assalto dei pirati, e per di più Consalvo viene fatto prigioniero, mentre Carmaux, Wan Stiller e Moko riescono a sfuggire alla cattura.
Il Corsaro Nero, consapevole della situazione critica del fratello, torna ad attaccare la città, con gruppo di pirati a cui si uniscono Carmaux, Wan Stille e Moko. Ma prima che raggiungano le mura, assistono al macabro spettacolo di diverse forche da cui penzolano dei cadaveri, uno dei quali è l’eroico Corsaro Verde. Folle di rabbia, Emilio vorrebbe ugualmente assaltare le mura, ma l’erculeo Moko lo blocca e lo riporta alla ragione.
Ad Emilio e Rolando non resta che fare ritorno alla Tortuga, per pianificare la rivincita; nella capitale della Filibusteria danno la triste notizia ad Aida di San Secondo, che poco dopo dà alla luce una bambina, a cui viene dato il nome di Manuela.

## Edizioni
- Omar Salgari, Il Corsaro Verde, Carroccio Editore, 1964.